# Colonias confederadas

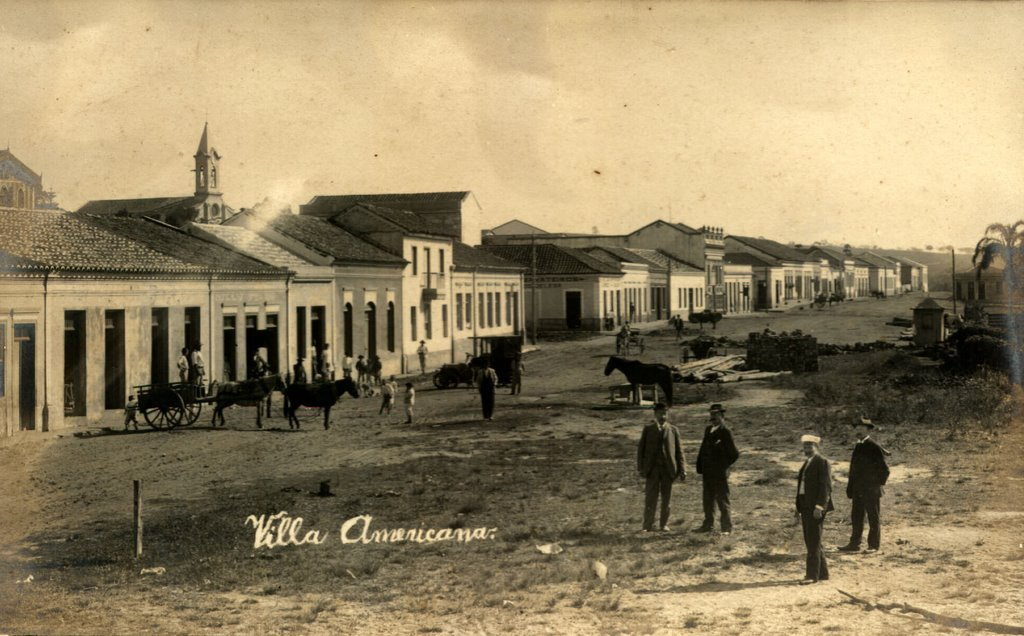
Villa Americana, ejemplo de colonia confederada y actual Americana (São Paulo).

Las colonias confederadas estaban formadas por confederados refugiados que fueron desplazados o que huyeron de sus hogares durante o inmediatamente después de la guerra civil estadounidense. Estos emigraron a varios países, pero especialmente a México, Brasil y Honduras británica (actual Belice).

## Fondo
Muchos habitantes de los territorios sureños habían perdido su tierra durante la guerra y algunos no estaban dispuestos a vivir bajo el gobierno federal de los Estados Unidos. No esperaban una mejora en la posición económica del Sur. La mayoría de los emigrantes eran de los estados de Alabama, Texas, Louisiana, Mississippi, Carolina del Sur, y Misuri.[cita requerida] Se desconoce cuántos sureños estadounidenses emigraron a América Latina. Como se señaló en una investigación no publicada, Betty Antunes de Oliveira encontró en los registros portuarios de Río de Janeiro que unos 20.000 estadounidenses ingresaron a Brasil entre 1865 y 1885. Otros investigadores han estimado el número en 10.000. Un número desconocido regresó a los Estados Unidos después del final de la reconstrucción, pero muchos de los inmigrantes restantes que se quedaron adoptaron la ciudadanía brasileña.
En México, el emperador Maximiliano había alentado y subvencionado la colonización extranjera con concesiones de tierras y apropiación de tierras. Después de que los franceses retiraron su apoyo a Maximiliano y fue derrotado en 1867, estas colonias dejaron de existir. Los títulos de propiedad de las tierras no fueron reconocidos por los victoriosos republicanos mexicanos, quienes habían pasado años luchando contra un gobierno imperial que les fue impuesto.[cita requerida]

## Véase también

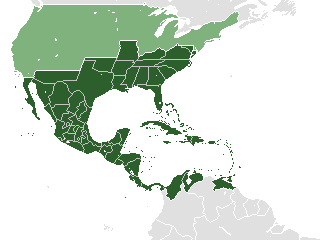
Mapa del país propuesto por los confederados llamado "Círculo Dorado", en verde oscuro. El verde claro designa los restos de los Estados Unidos.

## Otras lecturas
- Michael L. Conniff y Cyrus B. Dawsey, editores, Los Confederados: Inmigrantes del Viejo Sur en Brasil Auburn: Universidad de Alabama.
- Eugene C. Harter, La colonia perdida de la Confederación, Oxford: Universidad Prensa de Mississippi.
- William Clark Griggs, El esquivo Edén : Colonia Confederada de Frank McMullan en Brasil Austin: Universidad de Texas, 1987, sobre la fallida Colonia Iguape.
- Riccardo Orizio (Avril Bardoni, traductor), Tribus blancas perdidas: el fin de los privilegios y las últimas colonias en Sri Lanka, Jamaica, Brasil, Haití, Namibia y Guadalupe.
- Alan M. Tigay, "The Deepest South", American Heritage 49(2), abril de 1998, págs. 84 –95
- Judith McKnight Jones, una descendiente, escribió sobre la inmigración y los árboles genealógicos. Su libro Soldado Descansa enumera unas 400 familias y está en portugués.
- Alcides Fernando Gussi,  Norte-Americanos Confederados do Brasil.
- Auburn University en Alabama mantiene una colección especial de material relacionado con la inmigración Confederada, incluyendo correspondencia, memorias, genealogías y recortes de periódicos, especialmente relacionados al coronel Norris.